# Itália no Festival Eurovisão da Canção
A Itália é um dos sete países pioneiros do Festival Eurovisão da Canção. Participou frequentemente de 1956 a 1993, à exceção de 1981, 1982 e 1986. Ausentou-se do Festival em 1994, regressando em 1997, ausentando-se novamente e voltando 14 anos depois, em 2011.

## Galeria

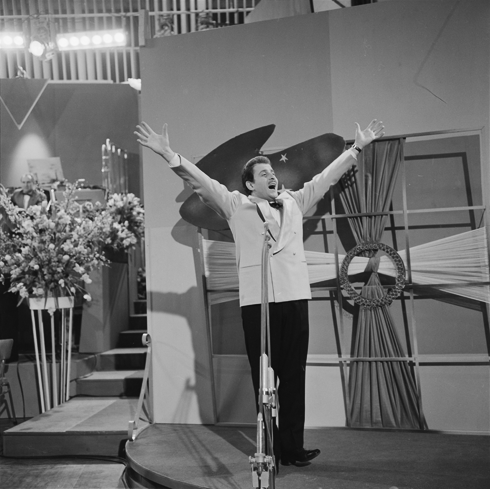
Domenico Modugno em Hilversum (1958)
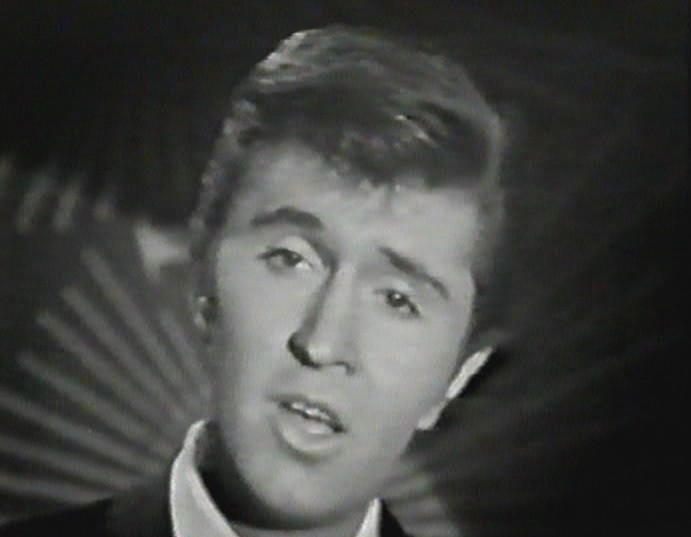
Bobby Solo em Nápoles (1965)
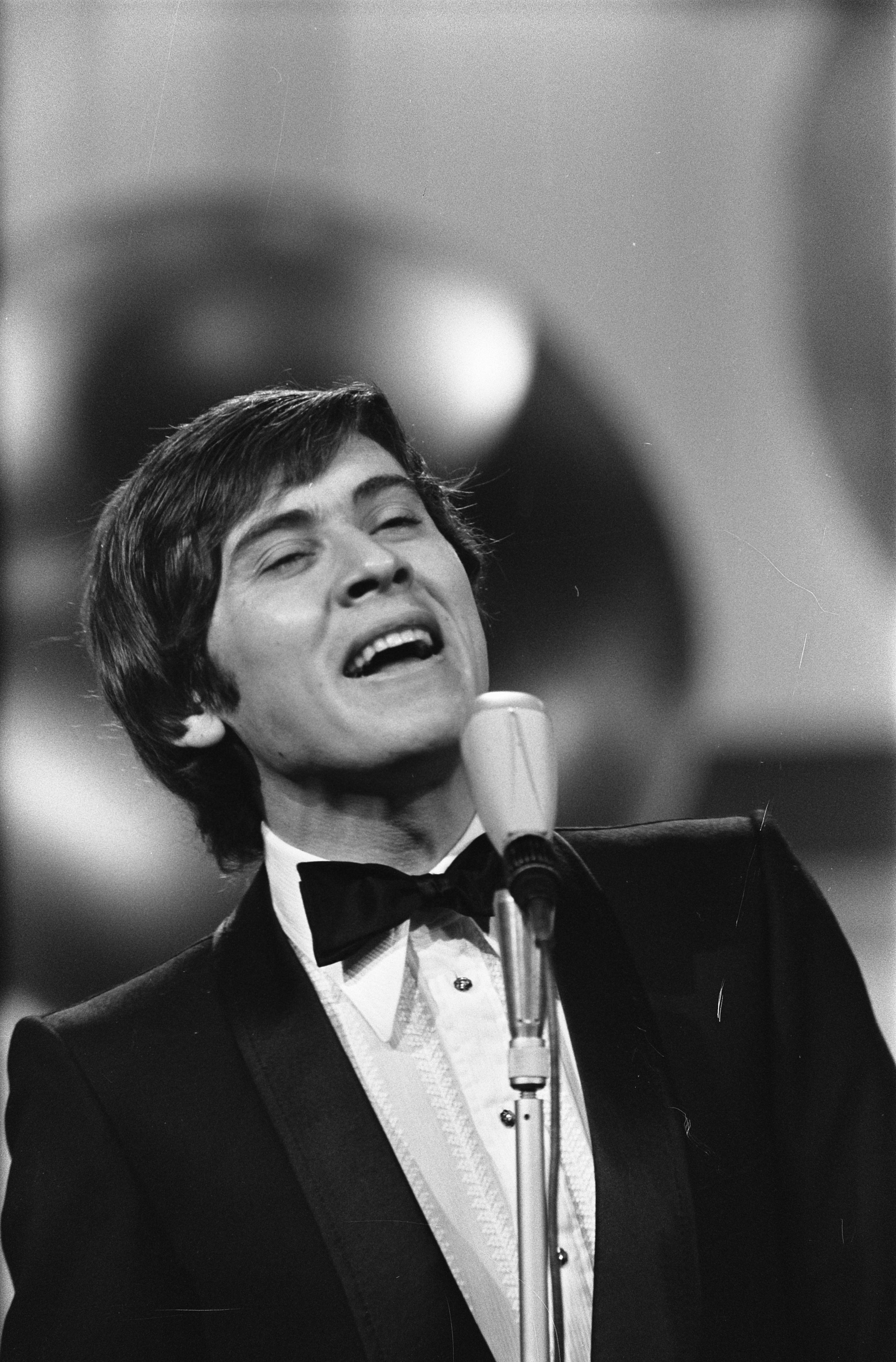
Gianni Morandi em Amesterdão (1970)
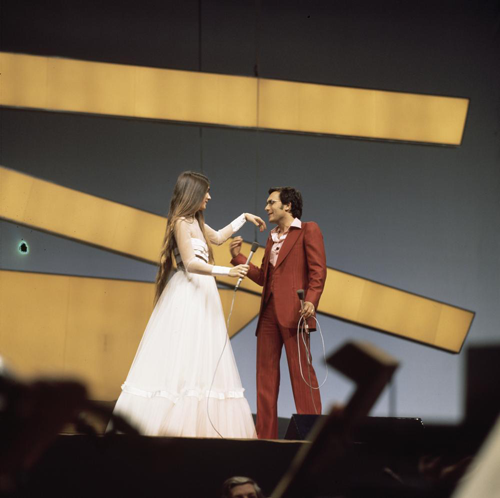
Al Bano & Romina Power na Haia (1976)
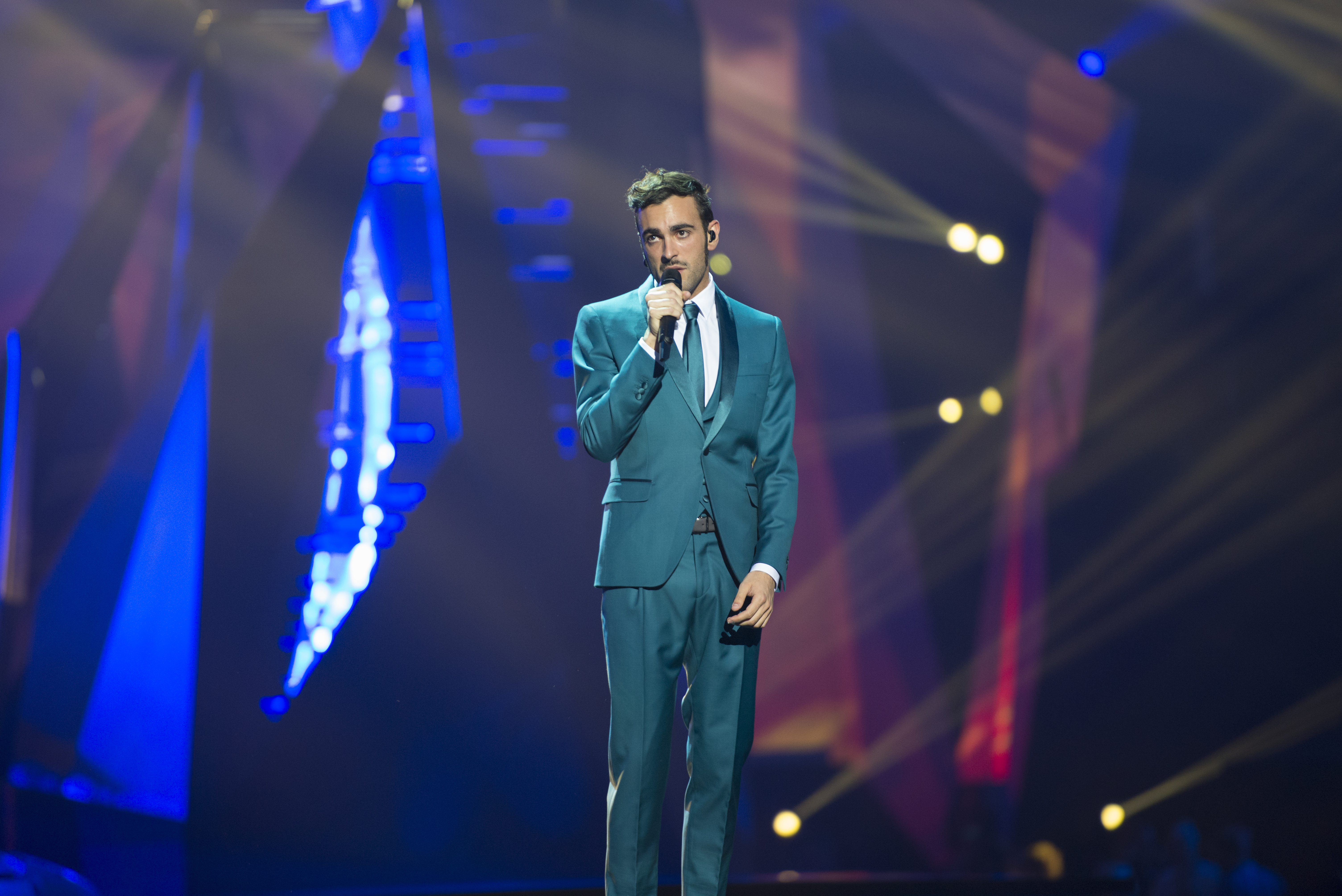
Marco Mengoni em Malmö (2013)
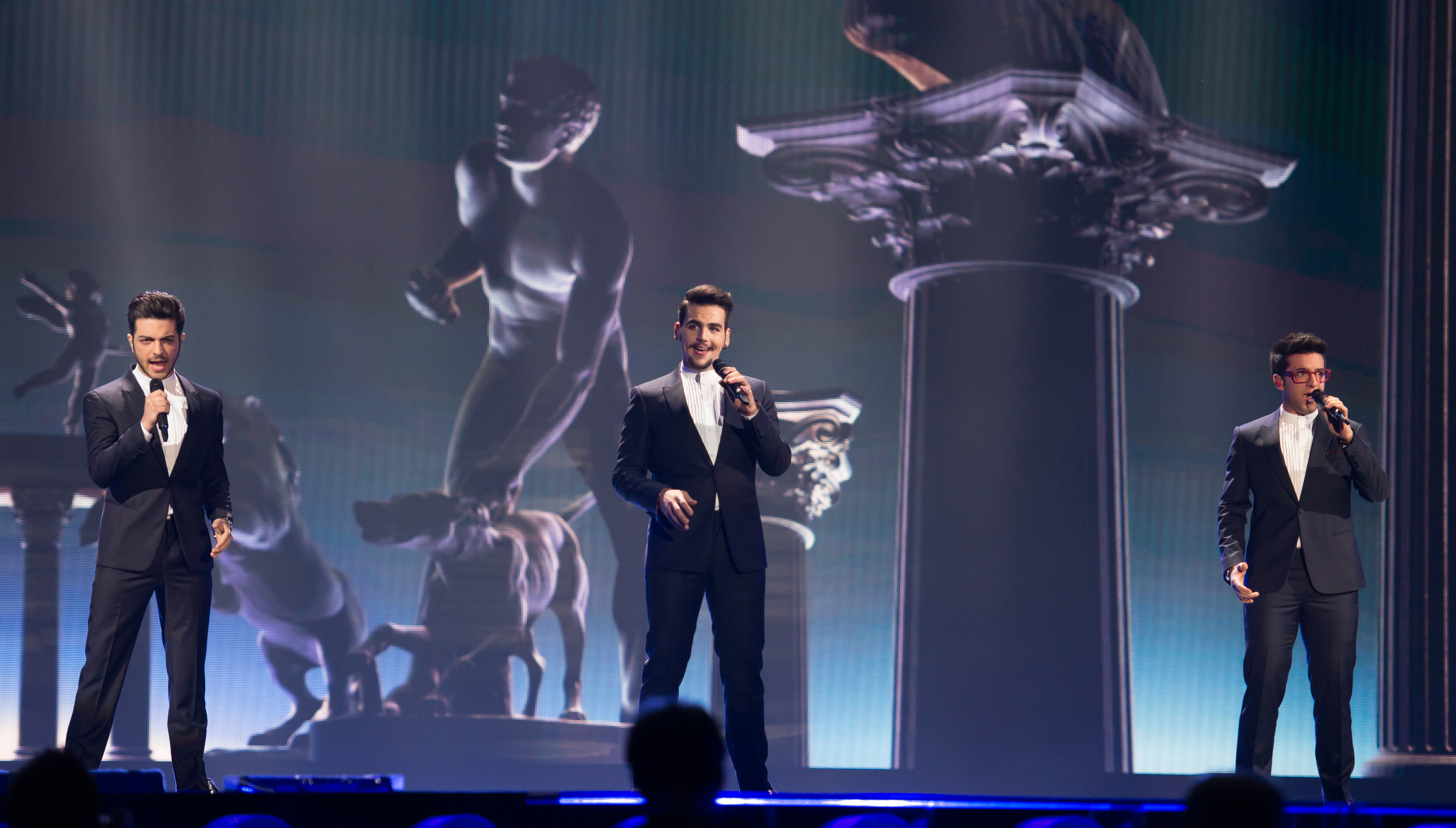
Il Volo em Viena (2015)
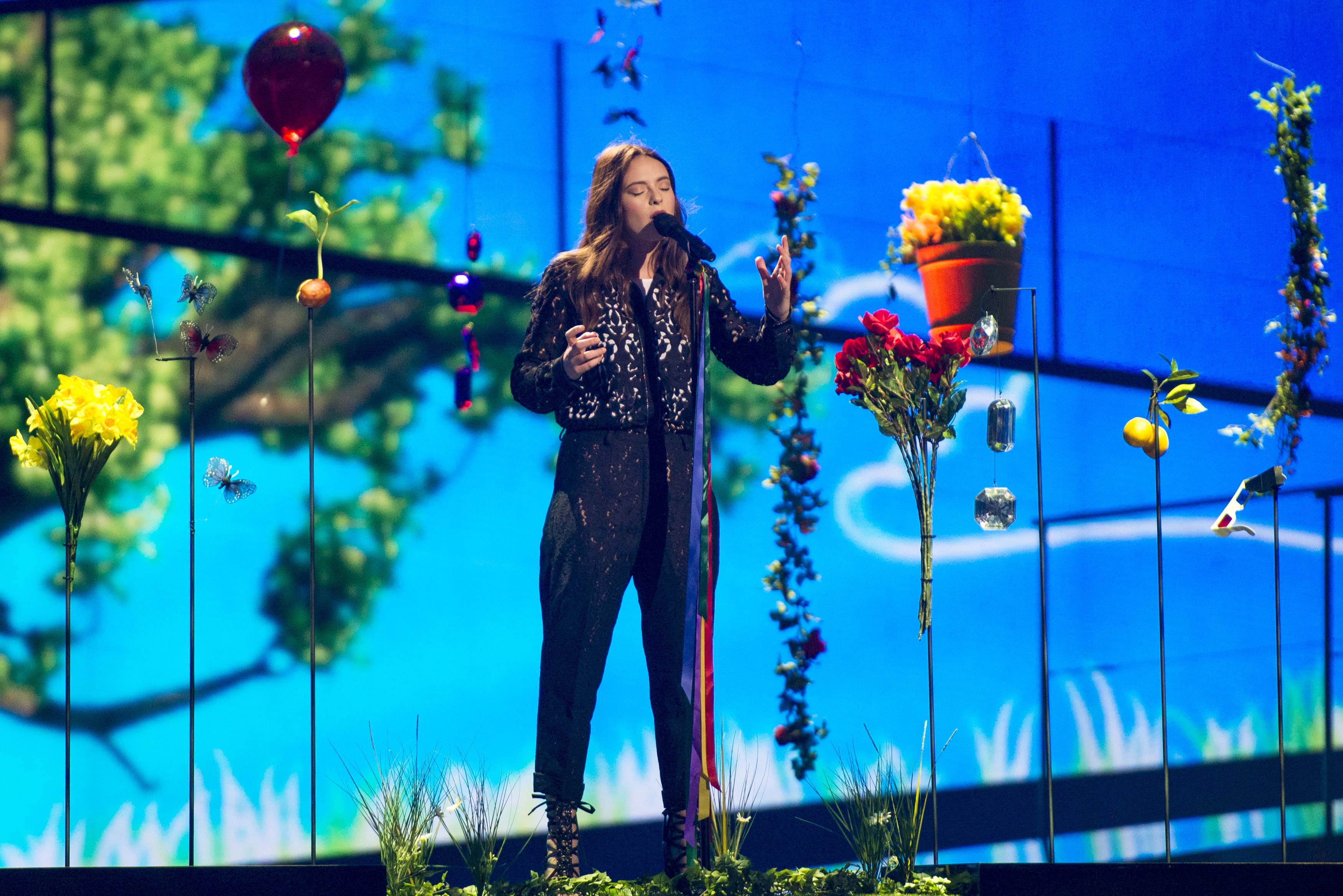
Francesca Michielin em Estocolmo (2016)
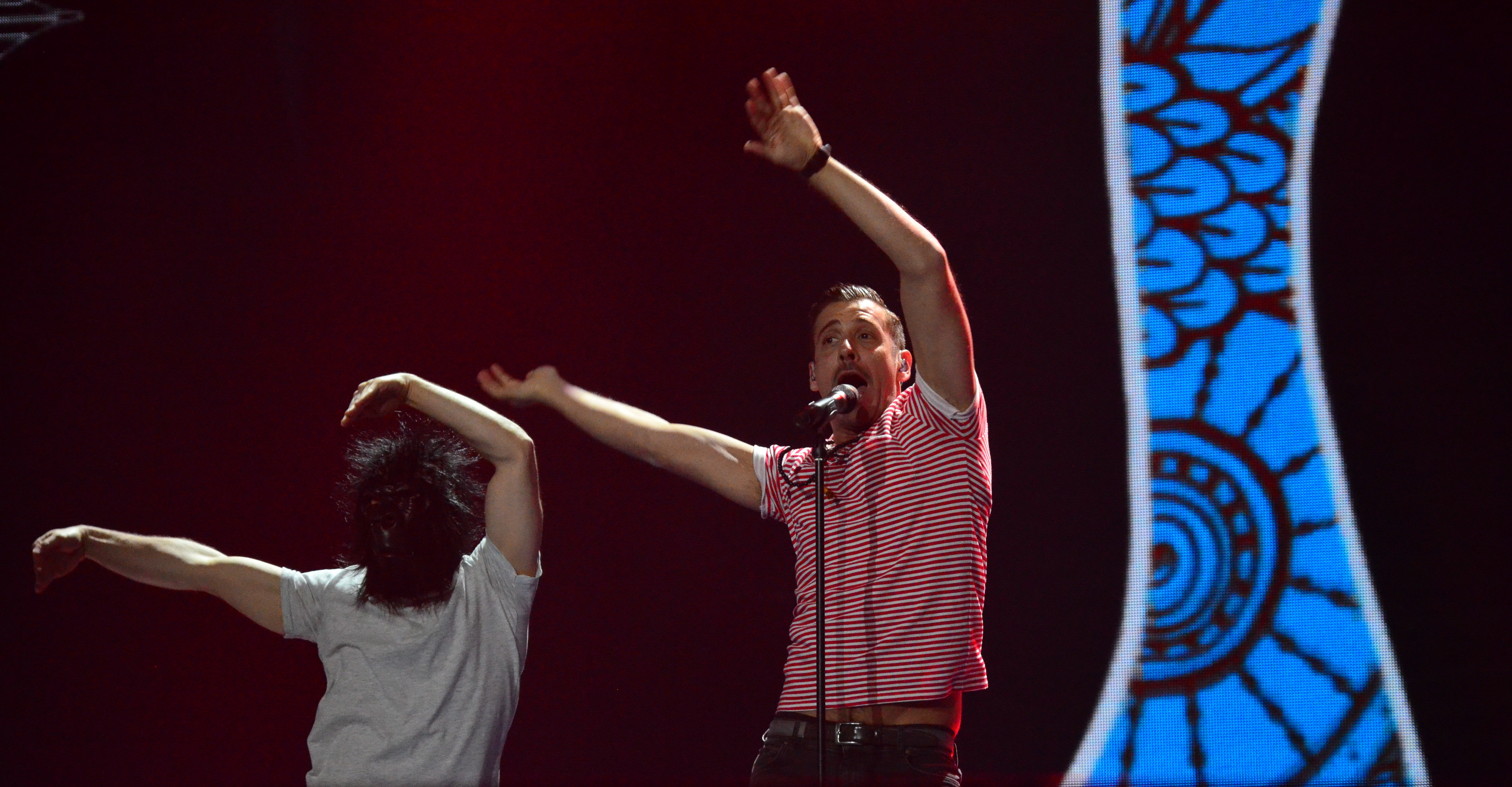
Francesco Gabbani em Kiev (2017)
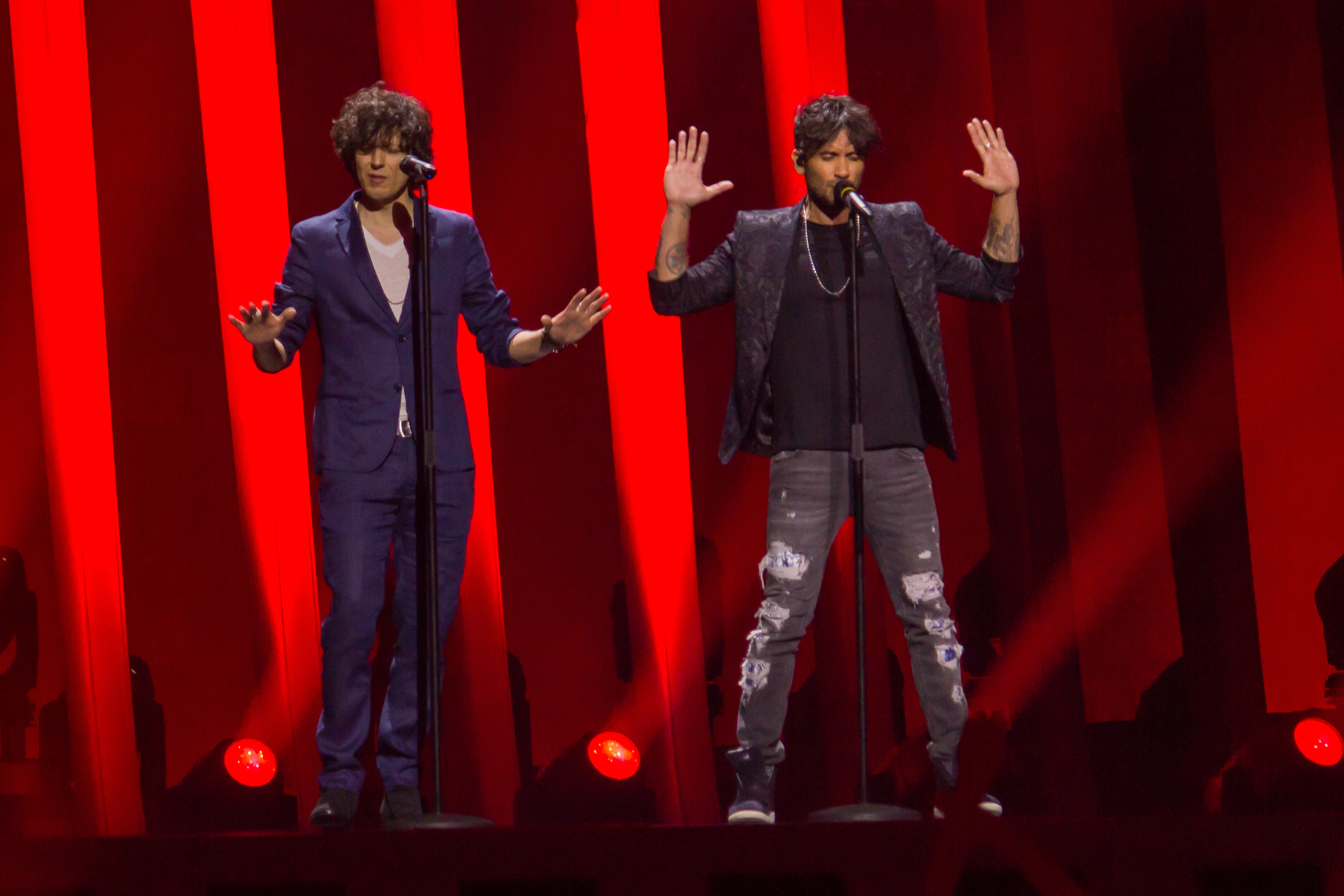
Ermal Meta & Fabrizio Moro em Lisboa (2018)
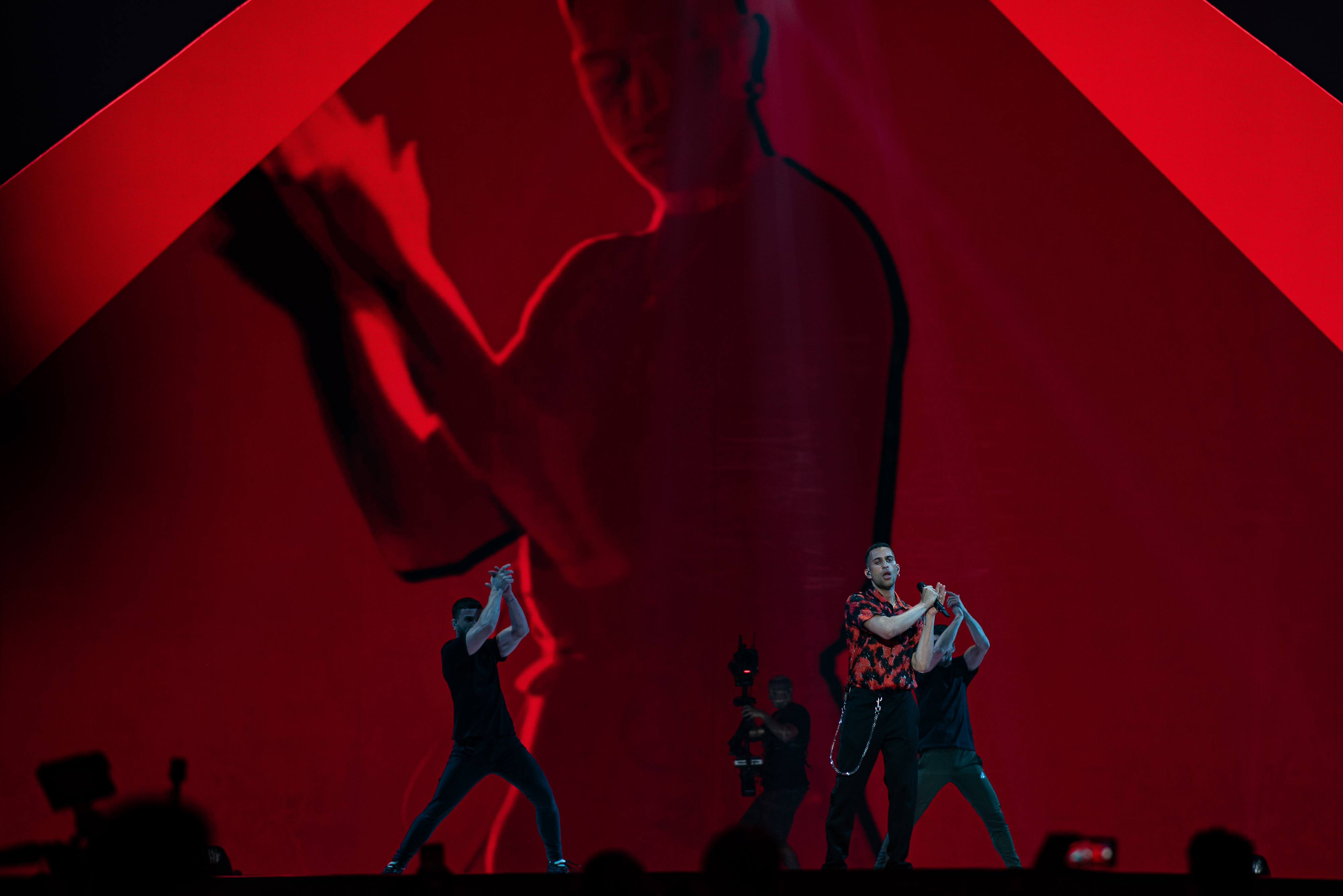
Mahmood em Tel Aviv (2019)
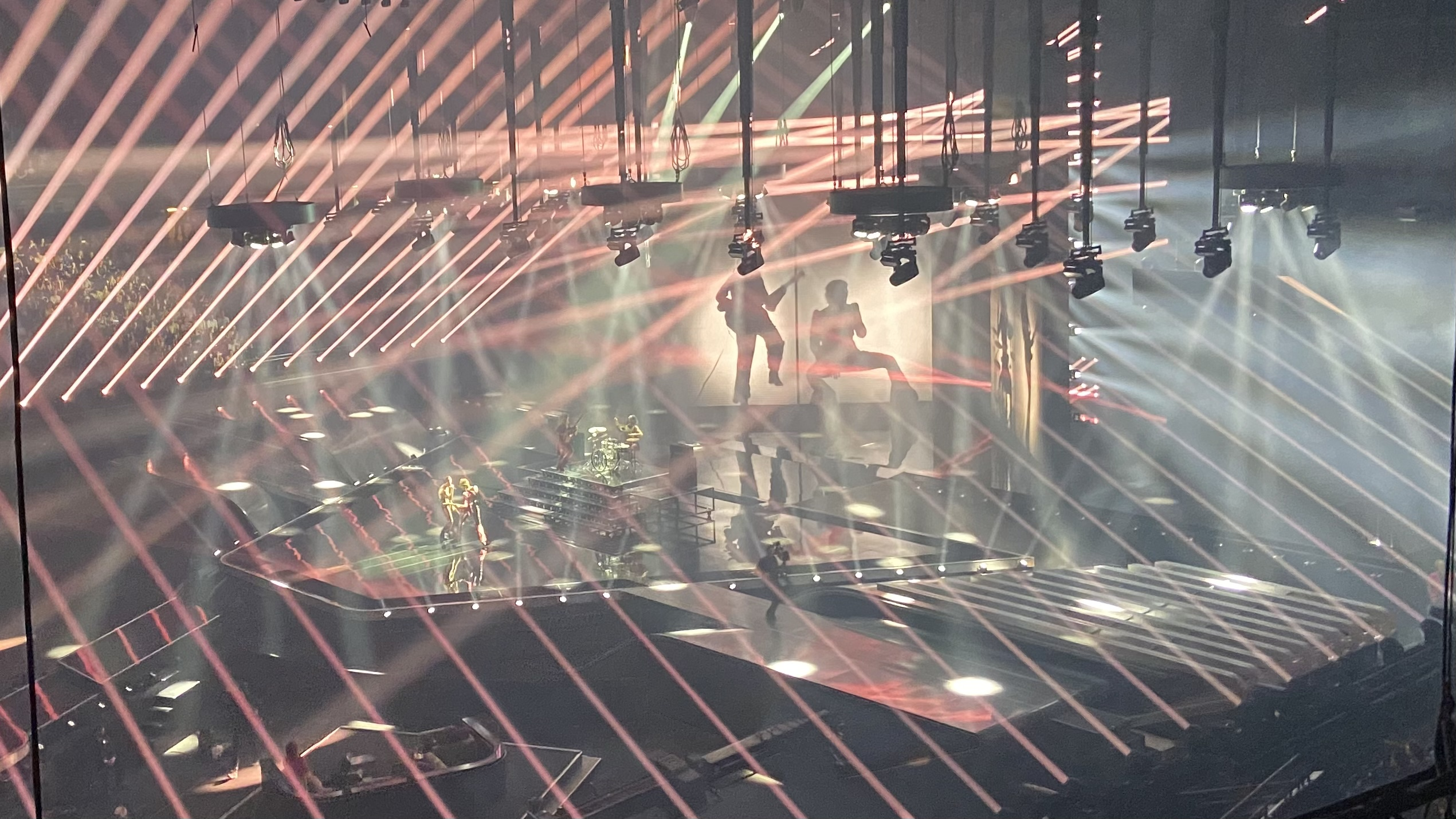
Måneskin em Roterdão (2021)

## Participações
Legenda
     Vencedor
     2.º lugar
     3.º lugar
     Pontuação Nula ("Null Points")/Último Lugar
     Melhor classificação (fora do top 3)
     Qualificação para a final (fora do top 3)
     País-anfitrião
     Desclassificado
| #                                | Ano             | Artista                    | Canção                                                            | Língua            | Final                    | Pontos                   |
| -------------------------------- | --------------- | -------------------------- | ----------------------------------------------------------------- | ----------------- | ------------------------ | ------------------------ |
| 1º                               | Lugano 1956     | Franca Raimondi            | "Aprite le finestre" Abra as janelas                              | Italiano          | (a)                      | (a)                      |
| 1º                               | Lugano 1956     | Tonina Torrielli           | "Amami se vuoi" Ama-me se quiseres                                | Italiano          | (a)                      | (a)                      |
| 2º                               | Frankfurt 1957  | Nunzio Gallo               | "Corde della mia chitarra" As cordas da minha guitarra            | Italiano          | 6º                       | 7                        |
| 3º                               | Hilversum 1958  | Domenico Modugno           | "Nel blu, dipinto di blu" No céu, pintado de azul                 | Italiano          | 3º                       | 13                       |
| 4º                               | Cannes 1959     | Domenico Modugno           | "Piove (Ciao, ciao bambina)" Está a chover (Adeus, Adeus querida) | Italiano          | 6º                       | 11                       |
| 5º                               | Londres 1960    | Renato Rascel              | "Romantica"                                                       | Italiano          | 8º                       | 5                        |
| 6º                               | Cannes 1961     | Betty Curtis               | "Al di là" Para além                                              | Italiano          | 5º                       | 12                       |
| 7º                               | Luxemburgo 1962 | Claudio Villa              | "Addio, addio" Adeus, adeus                                       | Italiano          | 9º                       | 3                        |
| 8º                               | Londres 1963    | Emilio Pericoli            | "Uno per tutte" Um para todas                                     | Italiano          | 3º                       | 37                       |
| 9º                               | Copenhaga 1964  | Gigliola Cinquetti         | "Non ho l'età" Eu não tenho idade                                 | Italiano          | 1º                       | 49                       |
| 10º                              | Nápoles 1965    | Bobby Solo                 | "Se piangi, se ridi" Se choras, se ris                            | Italiano          | 5º                       | 15                       |
| 11º                              | Luxemburgo 1966 | Domenico Modugno           | "Dio, come ti amo" Meu Deus, como te amo                          | Italiano          | 17º                      | 0                        |
| 12º                              | Viena 1967      | Claudio Villa              | "Non andare più lontano" Não vás para muito longe                 | Italiano          | 11º                      | 4                        |
| 13º                              | Londres 1968    | Sergio Endrigo             | "Marianne"                                                        | Italiano          | 10º                      | 7                        |
| 14º                              | Madrid 1969     | Iva Zanicchi               | "Due grosse lacrime bianche" Duas grandes lágrimas brancas        | Italiano          | 13º                      | 5                        |
| 15º                              | Amesterdão 1970 | Gianni Morandi             | "Occhi di ragazza" Olhos de rapariga                              | Italiano          | 8º                       | 5                        |
| 16º                              | Dublin 1971     | Massimo Ranieri            | "L'amore è un attimo" Amor é um instante                          | Italiano          | 5º                       | 91                       |
| 17º                              | Edinburgo 1972  | Nicola di Bari             | "I giorni dell'arcobaleno" Os dias do Arco-íris                   | Italiano          | 6º                       | 92                       |
| 18º                              | Luxemburgo 1973 | Massimo Ranieri            | "Chi sarà" Quem estará                                            | Italiano          | 13º                      | 74                       |
| 19º                              | Brighton 1974   | Gigliola Cinquetti         | "Sì" Sim                                                          | Italiano          | 2º                       | 18                       |
| 20º                              | Estocolmo 1975  | Wess & Dori Ghezzi         | "Era"                                                             | Italiano          | 3º                       | 115                      |
| 21º                              | Haia 1976       | Al Bano & Romina Power     | "We'll live it all again (lo rivivrei)" Nós reviveremos de novo   | Italiano & Inglês | 7º                       | 69                       |
| 22º                              | Londres 1977    | Mia Martini                | "Libera" Livre                                                    | Italiano          | 13º                      | 33                       |
| 23º                              | Paris 1978      | Ricchi e Poveri            | "Questo amore" Este amor                                          | Italiano          | 12º                      | 53                       |
| 24º                              | Jerusalém 1979  | Matia Bazar                | "Raggio di luna" Raio de lua                                      | Italiano          | 15º                      | 27                       |
| 25º                              | Haia 1980       | Alan Sorrenti              | "Non so che darei" Não sei que te dar                             | Italiano          | 6º                       | 87                       |
| Não participou entre 1981 e 1982 |                 |                            |                                                                   |                   |                          |                          |
| 26º                              | Munique 1983    | Riccardo Fogli             | "Per Lucia" Para Lúcia                                            | Italiano          | 11º                      | 41                       |
| 27º                              | Luxemburgo 1984 | Alice & Franco Battiato    | "I treni di Tozeur" Os comboios de Tozeur                         | Italiano          | 5º                       | 70                       |
| 28º                              | Gotemburgo 1985 | Al Bano & Romina Power     | "Magic Oh Magic" Magia, Oh Magia                                  | Italiano & Inglês | 7º                       | 78                       |
|                                  | Bergen 1986     | Não participou             | Não participou                                                    | Não participou    | Não participou           | Não participou           |
| 29º                              | Bruxelas 1987   | Umberto Tozzi e Raf        | "Gente di mare" Gente do mar                                      | Italiano          | 3º                       | 103                      |
| 30º                              | Dublin 1988     | Luca Barbarossa            | "Vivo (Ti scrivo)" Vivo (Eu te escrevo)                           | Italiano          | 12º                      | 52                       |
| 31º                              | Lausanne 1989   | Anna Oxa e Fausto Leali    | "Avrei voluto" Eu teria querido                                   | Italiano          | 9º                       | 56                       |
| 32º                              | Zagreb 1990     | Toto Cutugno               | "Insieme: 1992" Juntos 1992                                       | Italiano          | 1º                       | 149                      |
| 33º                              | Roma 1991       | Peppino di Capri           | "Comme è ddoce 'o mare" Como é doce o mar                         | Napolitano        | 7º                       | 89                       |
| 34º                              | Malmö 1992      | Mia Martini                | "Rapsodia"                                                        | Italiano          | 4º                       | 111                      |
| 35º                              | Millstreet 1993 | Enrico Ruggeri             | "Sole d'Europa" Sol da Europa                                     | Italiano          | 12º                      | 45                       |
| Não participou entre 1994 e 1996 |                 |                            |                                                                   |                   |                          |                          |
| 36º                              | Dublin 1997     | Jalisse                    | "Fiumi di parole" Rio de palavras                                 | Italiano          | 4º                       | 114                      |
| Não participou entre 1998 e 2010 |                 |                            |                                                                   |                   |                          |                          |
| 37º                              | Düsseldorf 2011 | Raphael Gualazzi           | "Madness of Love" Loucura de amor                                 | Italiano & Inglês | 2º                       | 189                      |
| 38º                              | Baku 2012       | Nina Zilli                 | "L'amore è femmina (Out of Love)" O amor é mulher                 | Inglês & Italiano | 9º                       | 101                      |
| 39º                              | Malmö 2013      | Marco Mengoni              | "L'essenziale" O essencial                                        | Italiano          | 7º                       | 126                      |
| 40º                              | Copenhaga 2014  | Emma Marrone               | "La Mia Città" A minha cidade                                     | Italiano          | 21º                      | 33                       |
| 41º                              | Viena 2015      | Il Volo                    | "Grande Amore" Grande amor                                        | Italiano          | 3º                       | 292                      |
| 42º                              | Estocolmo 2016  | Francesca Michielin        | "No Degree of Separation" Nenhum grau de separação                | Italiano & Inglês | 16º                      | 124                      |
| 43º                              | Kiev 2017       | Francesco Gabbani          | "Occidentali's Karma" Karma dos ocidentais                        | Italiano          | 6º                       | 334                      |
| 44º                              | Lisboa 2018     | Ermal Meta & Fabrizio Moro | "Non mi avete fatto niente" Não Me Fizeram Nada                   | Italiano          | 5º                       | 308                      |
| 45º                              | Tel Aviv 2019   | Mahmood                    | "Soldi" Dinheiro                                                  | Italiano & Árabe  | 2º                       | 465                      |
|                                  | Roterdão 2020   | Diodato                    | "Fai rumore" Fazer barulho                                        | Italiano          | A edição não se realizou | A edição não se realizou |
| 46º                              | Roterdão 2021   | Måneskin                   | "Zitti e buoni" Quieto e Bom                                      | Italiano          | 1º                       | 524                      |
| 47º                              | Turim 2022      | Mahmood & Blanco           | "Brividi" Arrepios                                                | Italiano          | 6º                       | 268                      |
| 48º                              | Liverpool 2023  | Marco Mengoni              | "Due Vite" Duas vidas                                             | Italiano          | 4º                       | 350                      |
| 49º                              | Malmö 2024      | Angelina Mango             | "La noia" O Tédio                                                 | Italiano          | 7º                       | 268                      |
| 50º                              | Basileia 2025   | Lucio Corsi                | "Volevo essere un duro" Queria ser um durão                       | Italiano          | 5º                       | 256                      |

Notas:
↑(a)  Apenas o vencedor foi revelado nessa edição.
| Ano             | Artista                    | Canção                            | Final    | Final  | Final | Final  | Final | Final  |     |
| Ano             | Artista                    | Canção                            | Tlv.     | Pontos | Júri  | Pontos | Cl.   | Pontos |     |
| --------------- | -------------------------- | --------------------------------- | -------- | ------ | ----- | ------ | ----- | ------ | --- |
| Düsseldorf 2011 | Raphael Gualazzi           | "Madness of Love"                 | 11º      | 99     | 1º    | 251    | 2º    | 189    |     |
| Baku 2012       | Nina Zilli                 | "L'amore è femmina (Out of Love)" | 17º      | 56     | 4º    | 157    | 9º    | 101    |     |
| Malmö 2013      | Marco Mengoni              | "L'essenziale"                    | 10º      | 11.70  | 8º    | 9.46   | 7º    | 126    |     |
| Copenhaga 2014  | Emma Marrone               | "La Mia Città"                    | 19º      | 32     | 21º   | 37     | 21º   | 33     |     |
| Viena 2015      | Il Volo                    | "Grande Amore"                    | 1º       | 366    | 6º    | 184    | 3º    | 292    |     |
| Estocolmo 2016  | Francesca Michielin        | "No Degree of Separation"         | 18º      | 34     | 13º   | 90     | 16º   | 124    |     |
| Kiev 2017       | Francesco Gabbani          | "Occidentali's Karma"             | 6º       | 208    | 7º    | 126    | 6º    | 334    |     |
| Lisboa 2018     | Ermal Meta & Fabrizio Moro | "Non mi avete fatto niente"       | 3º       | 249    | 17º   | 59     | 5º    | 308    |     |
| Tel Aviv 2019   | Mahmood                    | "Soldi"                           | 3º       | 253    | 4º    | 219    | 2º    | 465    |     |
| Roterdão 2021   | Måneskin                   | "Zitti e buoni"                   | 1º       | 318    | 4º    | 206    | 1º    | 524    |     |
| Turim 2022      | Mahmood & Blanco           | "Brividi"                         | 8º       | 110    | 7º    | 158    | 6º    | 268    |     |
| Liverpool 2023  | Marco Mengoni              | "Due Vite"                        | 6º       | 174    | 3º    | 176    | 4º    | 350    |     |
| Malmö 2024      | Angelina Mango             | "La noia"                         | 7º       | 104    | 4º    | 164    | 7º    | 268    |     |
| Basileia 2025   | Lucio Corsi                | "Volevo essere un duro"           | Italiano | 10º    | 97    | 4º     | 159   | 5º     | 256 |

## Apresentadores

Sala di Concerto della RAI em Nápoles, sede do Festival Eurovisão da Canção 1965
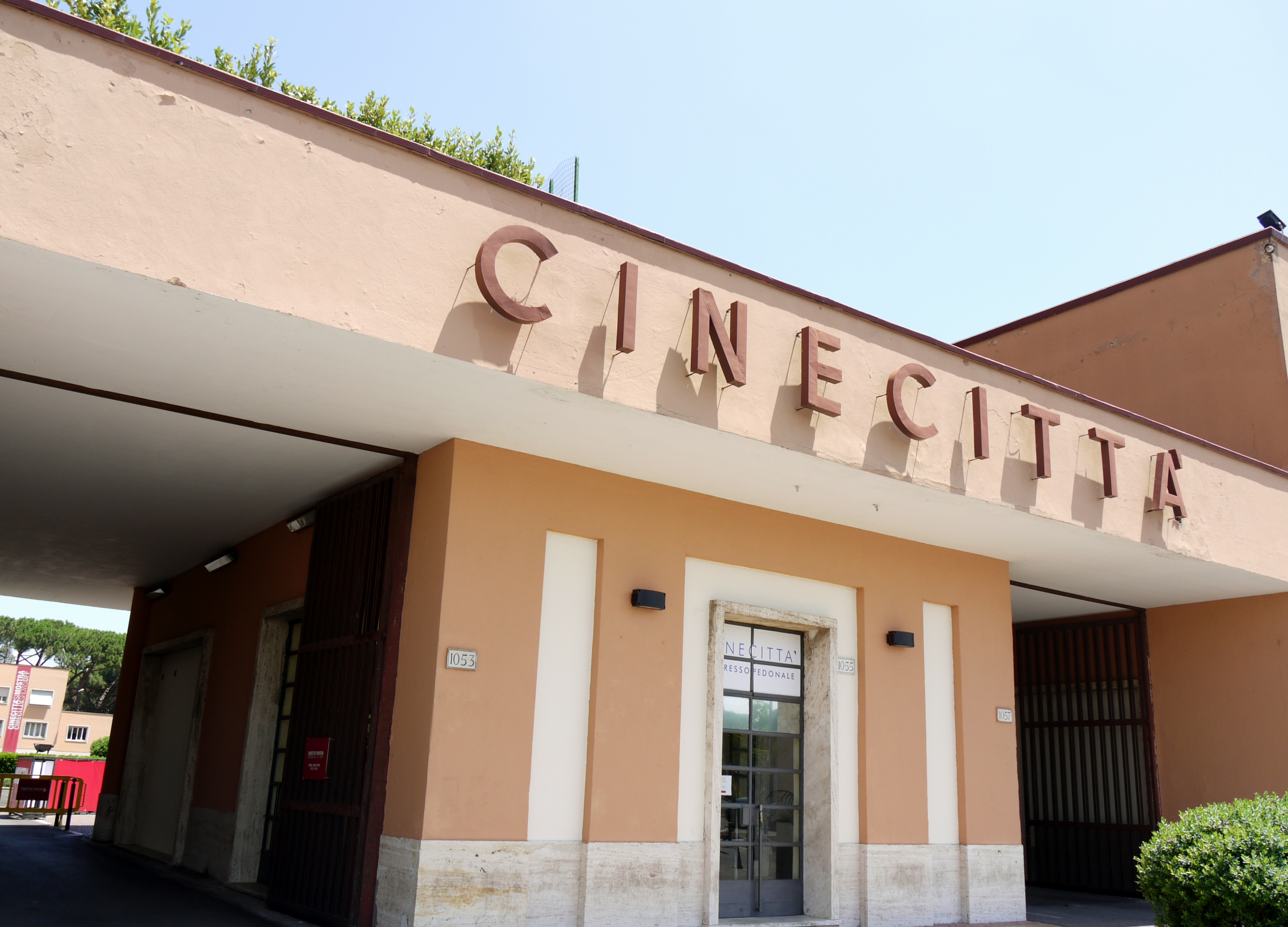
Teatro 15 di Cinecittà em Roma, sede do Festival Eurovisão da Canção 1991
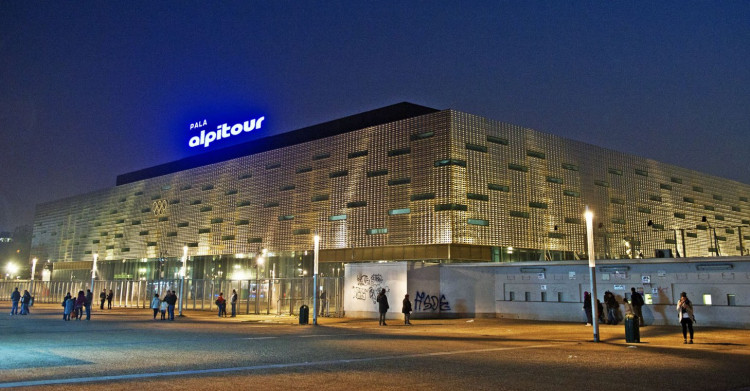
Pala Alpitour em Turim, sede do Festival Eurovisão da Canção 2022

| Ano  | Local   | Local                      | Apresentador(es)                          |
| ---- | ------- | -------------------------- | ----------------------------------------- |
| 1965 | Nápoles | Sala di Concerto della RAI | Renata Mauro                              |
| 1991 | Roma    | Teatro 15 di Cinecittà     | Gigliola Cinquetti e Toto Cutugno         |
| 2022 | Turim   | Pala Alpitour              | Alessandro Cattelan, Laura Pausini e Mika |

## Comentadores e porta-vozes
| Ano(s) | Comentador(es) de televisão      | Comentador(es) de televisão              | Comentador(es) de televisão               | Comentador(es) de televisão            | Comentador(es) de televisão                    | Comentador de rádio  | Comentador de rádio         | Comentador de rádio          | Votação                  | Votação          | Votação        | Votação               |
| Ano(s) | Final                            | Final                                    | Final                                     | Semifinais                             | Semifinais                                     | Comentador de rádio  | Segundo comentador de rádio | Terceiro comentador de rádio | Porta-voz                | Idioma utilizado | Cidade         | Plano de fundo        |
| Ano(s) | Comentador de televisão da final | Segundo comentador de televisão da final | Terceiro comentador de televisão da final | Comentador de televisão das semifinais | Segundo comentador de televisão das semifinais | Comentador de rádio  | Segundo comentador de rádio | Terceiro comentador de rádio | Porta-voz                | Idioma utilizado | Cidade         | Plano de fundo        |
| ------ | -------------------------------- | ---------------------------------------- | ----------------------------------------- | -------------------------------------- | ---------------------------------------------- | -------------------- | --------------------------- | ---------------------------- | ------------------------ | ---------------- | -------------- | --------------------- |
| 1956   | Bianca Maria Piccinino           | Sem segundo comentador                   | Sem terceiro comentador                   | Sem semifinais                         | Sem semifinais                                 | Sem transmissão      | Sem transmissão             | Sem transmissão              | Sem porta-voz            | Sem porta-voz    | Sem porta-voz  | Sem porta-voz         |
| 1957   | Bianca Maria Piccinino           | Sem segundo comentador                   | Sem terceiro comentador                   | Sem semifinais                         | Sem semifinais                                 | Sem transmissão      | Sem transmissão             | Sem transmissão              | Nunzio Filogamo          | Alemão           | Roma           | Nenhum                |
| 1958   | Bianca Maria Piccinino           | Sem segundo comentador                   | Sem terceiro comentador                   | Sem semifinais                         | Sem semifinais                                 | Sem transmissão      | Sem transmissão             | Sem transmissão              | Fulvia Colombo           | Francês          | Roma           | Nenhum                |
| 1959   | Bianca Maria Piccinino           | Sem segundo comentador                   | Sem terceiro comentador                   | Sem semifinais                         | Sem semifinais                                 | Sem transmissão      | Sem transmissão             | Sem transmissão              | Enzo Tortora             | Francês          | Roma           | Nenhum                |
| 1960   | Giorgio Porro                    | Sem segundo comentador                   | Sem terceiro comentador                   | Sem semifinais                         | Sem semifinais                                 | Sem transmissão      | Sem transmissão             | Sem transmissão              | Enzo Tortora             | Francês          | Roma           | Nenhum                |
| 1961   | Corrado Mantoni                  | Sem segundo comentador                   | Sem terceiro comentador                   | Sem semifinais                         | Sem semifinais                                 | Sem transmissão      | Sem transmissão             | Sem transmissão              | Enzo Tortora             | Francês          | Roma           | Nenhum                |
| 1962   | Renato Tagliani                  | Sem segundo comentador                   | Sem terceiro comentador                   | Sem semifinais                         | Sem semifinais                                 | Sem transmissão      | Sem transmissão             | Sem transmissão              | Enzo Tortora             | Francês          | Roma           | Nenhum                |
| 1963   | Renato Tagliani                  | Sem segundo comentador                   | Sem terceiro comentador                   | Sem semifinais                         | Sem semifinais                                 | Sem transmissão      | Sem transmissão             | Sem transmissão              | Enzo Tortora             | Francês          | Roma           | Nenhum                |
| 1964   | Renato Tagliani                  | Sem segundo comentador                   | Sem terceiro comentador                   | Sem semifinais                         | Sem semifinais                                 | Sem transmissão      | Sem transmissão             | Sem transmissão              | Rosanna Vaudetti         | Francês          | Roma           | Nenhum                |
| 1965   | Renato Tagliani                  | Sem segundo comentador                   | Sem terceiro comentador                   | Sem semifinais                         | Sem semifinais                                 | Sem transmissão      | Sem transmissão             | Sem transmissão              | Renato Tagliani          | Francês          | Nápoles        | Nenhum                |
| 1966   | Renato Tagliani                  | Sem segundo comentador                   | Sem terceiro comentador                   | Sem semifinais                         | Sem semifinais                                 | Sem transmissão      | Sem transmissão             | Sem transmissão              | Enzo Tortora             | Francês          | Roma           | Nenhum                |
| 1967   | Renato Tagliani                  | Sem segundo comentador                   | Sem terceiro comentador                   | Sem semifinais                         | Sem semifinais                                 | Sem transmissão      | Sem transmissão             | Sem transmissão              | Mike Bongiorno           | Inglês           | Roma           | Nenhum                |
| 1968   | Renato Tagliani                  | Sem segundo comentador                   | Sem terceiro comentador                   | Sem semifinais                         | Sem semifinais                                 | Sem transmissão      | Sem transmissão             | Sem transmissão              | Mike Bongiorno           | Inglês           | Roma           | Nenhum                |
| 1969   | Renato Tagliani                  | Sem segundo comentador                   | Sem terceiro comentador                   | Sem semifinais                         | Sem semifinais                                 | Sem transmissão      | Sem transmissão             | Sem transmissão              | Mike Bongiorno           | Inglês           | Roma           | Nenhum                |
| 1970   | Renato Tagliani                  | Sem segundo comentador                   | Sem terceiro comentador                   | Sem semifinais                         | Sem semifinais                                 | Sem transmissão      | Sem transmissão             | Sem transmissão              | Enzo Tortora             | Francês          | Roma           | Nenhum                |
| 1971   | Renato Tagliani                  | Sem segundo comentador                   | Sem terceiro comentador                   | Sem semifinais                         | Sem semifinais                                 | TBC                  | Sem segundo comentador      | Sem terceiro comentador      |                          |                  |                |                       |
| 1972   | Renato Tagliani                  | Sem segundo comentador                   | Sem terceiro comentador                   | Sem semifinais                         | Sem semifinais                                 | TBC                  | Sem segundo comentador      | Sem terceiro comentador      |                          |                  |                |                       |
| 1973   | Renato Tagliani                  | Sem segundo comentador                   | Sem terceiro comentador                   | Sem semifinais                         | Sem semifinais                                 | Sem transmissão      | Sem transmissão             | Sem transmissão              |                          |                  |                |                       |
| 1974   | Rosanna Vaudetti                 | Sem segundo comentador                   | Sem terceiro comentador                   | Sem semifinais                         | Sem semifinais                                 | Sem transmissão      | Sem transmissão             | Sem transmissão              | Anna Maria Gambineri     | Inglês           | Roma           | Nenhum                |
| 1975   | Silvio Noto                      | Sem segundo comentador                   | Sem terceiro comentador                   | Sem semifinais                         | Sem semifinais                                 | Sem transmissão      | Sem transmissão             | Sem transmissão              | Anna Maria Gambineri     | Inglês           | Roma           | Nenhum                |
| 1976   | Silvio Noto                      | Sem segundo comentador                   | Sem terceiro comentador                   | Sem semifinais                         | Sem semifinais                                 | Silvio Noto          | Sem segundo comentador      | Sem terceiro comentador      | Rosanna Vaudetti         | Francês          | Roma           | Nenhum                |
| 1977   | Silvio Noto                      | Sem segundo comentador                   | Sem terceiro comentador                   | Sem semifinais                         | Sem semifinais                                 | Silvio Noto          | Sem segundo comentador      | Sem terceiro comentador      | Mariolina Cannuli        | Francês          | Roma           | Nenhum                |
| 1978   | Rosanna Vaudetti                 | Sem segundo comentador                   | Sem terceiro comentador                   | Sem semifinais                         | Sem semifinais                                 | Tullio Grazzini      | Sem segundo comentador      | Sem terceiro comentador      | Mariolina Cannuli        | Francês          | Roma           | Nenhum                |
| 1979   | Rosanna Vaudetti                 | Sem segundo comentador                   | Sem terceiro comentador                   | Sem semifinais                         | Sem semifinais                                 | Sem transmissão      | Sem transmissão             | Sem transmissão              | Paola Perissi            | Francês          | Roma           | Nenhum                |
| 1980   | Michele Gammino                  | Sem segundo comentador                   | Sem terceiro comentador                   | Sem semifinais                         | Sem semifinais                                 | Sem transmissão      | Sem transmissão             | Sem transmissão              | Michele Gammino          | Francês          | Roma           | Nenhum                |
| 1981   | Sem transmissão                  | Sem transmissão                          | Sem transmissão                           | Sem transmissão                        | Sem transmissão                                | Sem transmissão      | Sem transmissão             | Sem transmissão              | Não participou           | Não participou   | Não participou | Não participou        |
| 1982   | Sem transmissão                  | Sem transmissão                          | Sem transmissão                           | Sem transmissão                        | Sem transmissão                                | Sem transmissão      | Sem transmissão             | Sem transmissão              | Não participou           | Não participou   | Não participou | Não participou        |
| 1983   | Paolo Frajese                    | Sem segundo comentador                   | Sem terceiro comentador                   | Sem semifinais                         | Sem semifinais                                 | Antonio Caprarica    | Sem segundo comentador      | Sem terceiro comentador      | Paola Perissi            | Francês          | Roma           | Nenhum                |
| 1984   | Antonio De Robertis              | Sem segundo comentador                   | Sem terceiro comentador                   | Sem semifinais                         | Sem semifinais                                 | Antonio De Robertis  | Sem segundo comentador      | Sem terceiro comentador      | Mariolina Cannuli        | Francês          | Roma           | Nenhum                |
| 1985   | Rosanna Vaudetti                 | Sem segundo comentador                   | Sem terceiro comentador                   | Sem semifinais                         | Sem semifinais                                 | Franco Fabri         | Sem segundo comentador      | Sem terceiro comentador      | Beatrice Cori            | Francês          | Roma           | Nenhum                |
| 1986   | Sem transmissão                  | Sem transmissão                          | Sem transmissão                           | Sem transmissão                        | Sem transmissão                                | Sem transmissão      | Sem transmissão             | Sem transmissão              | Não participou           | Não participou   | Não participou | Não participou        |
| 1987   | Rosanna Vaudetti                 | Sem segundo comentador                   | Sem terceiro comentador                   | Sem semifinais                         | Sem semifinais                                 | Antonio De Robertis  | Sem segundo comentador      | Sem terceiro comentador      | Mariolina Cannuli        | Francês          | Roma           | Nenhum                |
| 1988   | Daniele Piombi                   | Sem segundo comentador                   | Sem terceiro comentador                   | Sem semifinais                         | Sem semifinais                                 | Antonio De Robertis  | Sem segundo comentador      | Sem terceiro comentador      | Mariolina Cannuli        | Francês          | Roma           | Nenhum                |
| 1989   | Gabriella Carlucci               | Sem segundo comentador                   | Sem terceiro comentador                   | Sem semifinais                         | Sem semifinais                                 | Antonio De Robertis  | Sem segundo comentador      | Sem terceiro comentador      | Peppi Franzelin          | Francês          | Roma           | Nenhum                |
| 1990   | Peppi Franzelin                  | Sem segundo comentador                   | Sem terceiro comentador                   | Sem semifinais                         | Sem semifinais                                 | Antonio De Robertis  | Sem segundo comentador      | Sem terceiro comentador      | Paolo Frajese            | Francês          | Roma           | Nenhum                |
| 1991   | Sem comentador                   | Sem segundo comentador                   | Sem terceiro comentador                   | Sem semifinais                         | Sem semifinais                                 | Antonio De Robertis  | Peppi Franzelin             | Sem terceiro comentador      | Rosanna Vaudetti         | Francês          | Roma           | Nenhum                |
| 1992   | Peppi Franzelin                  | Sem segundo comentador                   | Sem terceiro comentador                   | Sem semifinais                         | Sem semifinais                                 | Antonio De Robertis  | Sem segundo comentador      | Sem terceiro comentador      | Nicoletta Orsomando      | Francês          | Roma           | Nenhum                |
| 1993   | Ettore Andenna                   | Sem segundo comentador                   | Sem terceiro comentador                   | Sem semifinais                         | Sem semifinais                                 | Antonio De Robertis  | Sem segundo comentador      | Sem terceiro comentador      | Peppi Franzelin          | Inglês           | Roma           | Nenhum                |
| 1994   | Sem transmissão                  | Sem transmissão                          | Sem transmissão                           | Sem transmissão                        | Sem transmissão                                | Sem transmissão      | Sem transmissão             | Sem transmissão              | Não participou           | Não participou   | Não participou | Não participou        |
| 1995   | Sem transmissão                  | Sem transmissão                          | Sem transmissão                           | Sem transmissão                        | Sem transmissão                                | Sem transmissão      | Sem transmissão             | Sem transmissão              | Não participou           | Não participou   | Não participou | Não participou        |
| 1996   | Sem transmissão                  | Sem transmissão                          | Sem transmissão                           | Sem transmissão                        | Sem transmissão                                | Sem transmissão      | Sem transmissão             | Sem transmissão              | Não participou           | Não participou   | Não participou | Não participou        |
| 1997   | Ettore Andenna                   | Sem segundo comentador                   | Sem terceiro comentador                   | Sem semifinais                         | Sem semifinais                                 | Antonio De Robertis  | Sem segundo comentador      | Sem terceiro comentador      | Peppi Franzelin          | Inglês           | Roma           | Gravura               |
| 1998   | Sem transmissão                  | Sem transmissão                          | Sem transmissão                           | Sem transmissão                        | Sem transmissão                                | Sem transmissão      | Sem transmissão             | Sem transmissão              | Não participou           | Não participou   | Não participou | Não participou        |
| 1999   | Sem transmissão                  | Sem transmissão                          | Sem transmissão                           | Sem transmissão                        | Sem transmissão                                | Sem transmissão      | Sem transmissão             | Sem transmissão              | Não participou           | Não participou   | Não participou | Não participou        |
| 2000   | Sem transmissão                  | Sem transmissão                          | Sem transmissão                           | Sem transmissão                        | Sem transmissão                                | Sem transmissão      | Sem transmissão             | Sem transmissão              | Não participou           | Não participou   | Não participou | Não participou        |
| 2001   | Sem transmissão                  | Sem transmissão                          | Sem transmissão                           | Sem transmissão                        | Sem transmissão                                | Sem transmissão      | Sem transmissão             | Sem transmissão              | Não participou           | Não participou   | Não participou | Não participou        |
| 2002   | Sem transmissão                  | Sem transmissão                          | Sem transmissão                           | Sem transmissão                        | Sem transmissão                                | Sem transmissão      | Sem transmissão             | Sem transmissão              | Não participou           | Não participou   | Não participou | Não participou        |
| 2003   | Fabio Canino                     | Paolo Quilici                            | Sem terceiro comentador                   | Sem semifinais                         | Sem semifinais                                 | Sem transmissão      | Sem transmissão             | Sem transmissão              | Não participou           | Não participou   | Não participou | Não participou        |
| 2004   | Sem transmissão                  | Sem transmissão                          | Sem transmissão                           | Sem transmissão                        | Sem transmissão                                | Sem transmissão      | Sem transmissão             | Sem transmissão              | Não participou           | Não participou   | Não participou | Não participou        |
| 2005   | Sem transmissão                  | Sem transmissão                          | Sem transmissão                           | Sem transmissão                        | Sem transmissão                                | Sem transmissão      | Sem transmissão             | Sem transmissão              | Não participou           | Não participou   | Não participou | Não participou        |
| 2006   | Sem transmissão                  | Sem transmissão                          | Sem transmissão                           | Sem transmissão                        | Sem transmissão                                | Sem transmissão      | Sem transmissão             | Sem transmissão              | Não participou           | Não participou   | Não participou | Não participou        |
| 2007   | Sem transmissão                  | Sem transmissão                          | Sem transmissão                           | Sem transmissão                        | Sem transmissão                                | Sem transmissão      | Sem transmissão             | Sem transmissão              | Não participou           | Não participou   | Não participou | Não participou        |
| 2008   | Sem transmissão                  | Sem transmissão                          | Sem transmissão                           | Sem transmissão                        | Sem transmissão                                | Sem transmissão      | Sem transmissão             | Sem transmissão              | Não participou           | Não participou   | Não participou | Não participou        |
| 2009   | Sem transmissão                  | Sem transmissão                          | Sem transmissão                           | Sem transmissão                        | Sem transmissão                                | Sem transmissão      | Sem transmissão             | Sem transmissão              | Não participou           | Não participou   | Não participou | Não participou        |
| 2010   | Sem transmissão                  | Sem transmissão                          | Sem transmissão                           | Sem transmissão                        | Sem transmissão                                | Sem transmissão      | Sem transmissão             | Sem transmissão              | Não participou           | Não participou   | Não participou | Não participou        |
| 2011   | Raffaella Carrà                  | Bob Sinclar                              | Sem terceiro comentador                   | Raffaella Carrà                        | Sem segundo comentador                         | Sem transmissão      | Sem transmissão             | Sem transmissão              | Raffaella Carrà          | Inglês           | Roma           | Basílica de São Pedro |
| 2012   | Filippo Solibello                | Marco Ardemagni                          | Sem terceiro comentador                   | Federica Gentile                       | Sem segundo comentador                         | Sem transmissão      | Sem transmissão             | Sem transmissão              | Ivan Bacchi              | Inglês           | Roma           |                       |
| 2013   | Filippo Solibello                | Marco Ardemagni                          | Natascha Lusenti                          | Federica Gentile                       | Sem segundo comentador                         | Sem transmissão      | Sem transmissão             | Sem transmissão              | Federica Gentile         | Inglês           | Roma           | Coliseu               |
| 2014   | Linus                            | Nicola Savino                            | Sem terceiro comentador                   | Marco Ardemagni                        | Filippo Solibello                              | Sem transmissão      | Sem transmissão             | Sem transmissão              | Linus                    | Inglês           | Roma           | Coliseu               |
| 2015   | Federico Russo                   | Valentina Correani                       | Sem terceiro comentador                   | Marco Ardemagni                        | Filippo Solibello                              | Marco Ardemagni      | Filippo Solibello           | Sem terceiro comentador      | Federico Russo           | Inglês           | Roma           | Coliseu               |
| 2016   | Flavio Insinna                   | Federico Russo                           | Sem terceiro comentador                   | Marco Ardemagni                        | Filippo Solibello                              | Marco Ardemagni      | Filippo Solibello           | Sem terceiro comentador      | Claudia Andreatti        | Inglês           | Roma           | Coliseu               |
| 2017   | Flavio Insinna                   | Federico Russo                           | Sem terceiro comentador                   | Andrea Delogu                          | Diego Passoni                                  | Andrea Delogu        | Gianfranco Monti            | Claudio De Tommasi           | Giulia Valentina Palermo | Inglês           | Roma           | Coliseu               |
| 2018   | Serena Rossi                     | Federico Russo                           | Sem terceiro comentador                   | Carolina Di Domenico                   | Saverio Raimondo                               | Carolina Di Domenico | Ema Stokholma               | Sem terceiro comentador      | Giulia Valentina Palermo | Inglês           | Roma           | Coliseu               |
| 2019   | Flavio Insinna                   | Federico Russo                           | Sem terceiro comentador                   | Federico Russo                         | Ema Stokholma                                  | Ema Stokholma        | Gino Castaldo               | Sem terceiro comentador      | Ema Stokholma            | Inglês           | Roma           |                       |
| 2021   | Gabriele Corsi                   | Cristiano Malgioglio                     | Sem terceiro comentador                   | Saverio Raimondo                       | Ema Stokholma                                  | Ema Stokholma        | Saverio Raimondo            | Sem terceiro comentador      | Carolina Di Domenico     | Inglês           | Roma           |                       |

## Maestros
| Ano(s) | Maestro               |
| ------ | --------------------- |
| 1956   | Gian Stellari         |
| 1957   | Armando Trovajoli     |
| 1958   | Alberto Semprini(a)   |
| 1959   | William Galassini     |
| 1960   | Cinico Angelini       |
| 1961   | Gianfranco Intra      |
| 1962   | Cinico Angelini       |
| 1963   | Gigi Cichellero       |
| 1964   | Gianfranco Monaldi    |
| 1965   | Gianni Ferrio         |
| 1966   | Angelo Giacomazzi(b)  |
| 1967   | Giancarlo Chiaramello |
| 1968   | Giancarlo Chiaramello |
| 1969   | Ezio Leoni            |
| 1970   | Mario Capuano         |
| 1971   | Enrico Polito         |
| 1972   | Gianfranco Reverberi  |
| 1973   | Enrico Polito         |
| 1974   | Gianfranco Monaldi    |
| 1975   | Natale Massara        |
| 1976   | Maurizio Fabrizio     |
| 1977   | Maurizio Fabrizio     |
| 1978   | Nicola Samale         |
| 1979   | Sem maestro           |
| 1980   | Del Newman            |
| 1981   | Não participou        |
| 1982   | Não participou        |
| 1983   | Maurizio Fabrizio     |
| 1984   | Giusto Pio            |
| 1985   | Fiorenzo Zanotti      |
| 1986   | Não participou        |
| 1987   | Gianfranco Lombardi   |
| 1988   | Sem maestro           |
| 1989   | Mario Natale          |
| 1990   | Gianni Madonini       |
| 1991   | Bruno Canfora         |
| 1992   | Marco Falagiani       |
| 1993   | Vittorio Cosma        |
| 1994   | Não participou        |
| 1995   | Não participou        |
| 1996   | Não participou        |
| 1997   | Lucio Fabbri          |
| 1998   | Não participou        |

Notas:
↑(a)  Alberto Semprini era italo-britânico.
↑(b)  Angelo Giacomazzi não dirigiu a orquestra, mas tocou piano no palco durante a interpretação de Domenico Modugno. Juntamento com Giacomazzi, ele foi acompanhado por uma pequeno grupo de músicos italianos.

### Maestros anfitriões
| Ano(s) | Maestro       |
| ------ | ------------- |
| 1965   | Gianni Ferrio |
| 1991   | Bruno Canfora |

## Historial de votação
| Itália recebeu mais pontos de: | Itália recebeu mais pontos de: | Itália recebeu mais pontos de: |
| Rank                           | País                           | Pontos                         |
| ------------------------------ | ------------------------------ | ------------------------------ |
| 1                              | Espanha                        | 206                            |
| 2                              | Portugal                       | 191                            |
| 3                              | Suíça                          | 170                            |
| 4                              | Finlândia                      | 157                            |
| 5                              | França                         | 156                            |

| Itália deu mais pontos a: | Itália deu mais pontos a: | Itália deu mais pontos a: |
| Rank                      | País                      | Pontos                    |
| ------------------------- | ------------------------- | ------------------------- |
| 1                         | França                    | 142                       |
| 2                         | Reino Unido               | 124                       |
| 3                         | Espanha                   | 120                       |
| 4                         | Irlanda                   | 115                       |
| 5                         | Suíça                     | 110                       |

## Prémios recebidos

### Prémios Marcel Bezençon
Prémio Imprensa
| Ano  | Canção                | Artista           | Resultado na final | Pontos | Anfitriã |
| ---- | --------------------- | ----------------- | ------------------ | ------ | -------- |
| 2015 | "Grande amore"        | Il Volo           | 3º                 | 292    | Viena    |
| 2017 | "Occidentali's Karma" | Francesco Gabbani | 6º                 | 334    | Kiev     |

### OGAE
| Ano  | Canção                | Artista(s)        | Classificação Final | Resultado Final |
| ---- | --------------------- | ----------------- | ------------------- | --------------- |
| 2015 | "Grande amore"        | Il Volo           | 3º                  | 292             |
| 2017 | "Occidentali's Karma" | Francesco Gabbani | 6º                  | 334             |

## Congratulations: 50 Anos do Festival Eurovisão da Canção
Legenda
     Vencedor
     2.º lugar
     3.º lugar
     Pontuação Nula ("Null Points")/Último Lugar
     Melhor classificação (fora do top 3)
     Qualificação para a final (fora do top 3)
     País-anfitrião
     Desclassificado
| Ano  | Artista(s)       | Língua   | Canção                    | Final | Pontos | Semi | Pontos | Classificação (1958) | Pontos (1958) |
| ---- | ---------------- | -------- | ------------------------- | ----- | ------ | ---- | ------ | -------------------- | ------------- |
| 1958 | Domenico Modugno | Italiano | "Nel blu, dipinto di blu" | 2º    | 267    | 2º   | 200    | 3º                   | 13            |